# لف وورونین
لف وورونین (روسی: Лев Геннадиевич Воронин؛ زادهٔ ۸ ژوئن ۱۹۷۱) بازیکن هندبال اهل روسیه بود.
وی همچنین برندهٔ جوایزی همچون نشان دوستی شده‌است.